# Rågsvedjeberget
Rågsvedjeberget är ett naturreservat i Sollefteå kommun i Västernorrlands län.
Området är naturskyddat sedan 1998 och är 179 hektar stort. Reservatet omfattar södersluttningen av Rågsvedjeberget och mark öster därom. Reservatet består av brandpräglad talldominerad skog och grandominerad naturskog med våtmarkspartier.